# Comuna Zavadivka, Turka
Zavadivka (în ucraineană Завадівка) este o comună în raionul Turka, regiunea Liov, Ucraina, formată din satele Iasenka-Stețova, Losîneț, Melnîcine și Zavadivka (reședința).

## Demografie
Componența lingvistică a comunei Zavadivka
     Ucraineană (99,82%)
     Alte limbi (0,19%)
Conform recensământului din 2001, majoritatea populației comunei Zavadivka era vorbitoare de ucraineană (99,82%), existând în minoritate și vorbitori de alte limbi.